# Neubauer-Poser-Gruppe
Die Neubauer-Poser-Gruppe war eine im Untergrund agierende kommunistisch geleitete Widerstandsgruppierung während des Zweiten Weltkrieges, die in Mittel- und Ostthüringen, fokussiert auf die Städte Gotha (Theodor Neubauer) und Jena (Magnus Poser) ihr Wirkungsfeld hatte.

## Entstehung
In den beiden Thüringer industriellen Schwerpunkten Jena und Gotha hatte die politische Untergrundarbeit kommunistischer Gruppen schon vor dem Beginn des Zweiten Weltkrieges wieder Fuß gefasst, nachdem sie in den ersten drei bis vier Jahren der Etablierung und Festigung des NS-Regimes durch die Verhaftung von Aktivisten der Arbeiterparteien nahezu zum Erliegen gekommen war. In dem Zeitraum 1936/1937 waren etliche der Verurteilten aus Gefängnissen und Konzentrationslagern Entlassenen wieder zurückgekommen. Viele lernten sich neu kennen, obwohl sie aus unterschiedlich geprägten Kreisen kamen, tauschten ihre Erfahrungen aus und sannen auf gemeinsam verabredete Aufklärungsaktionen.
Im Oktober 1941 nahm Annegret Wölk im Auftrag von Theodor Neubauer in Jena Kontakt mit Magnus Poser auf. Es wurde ein Treffen in Tabarz vereinbart, das am Neujahrstag zustande kam.

## Vereinbarte Aktionen
Die Gruppen vereinbarten eine Zusammenarbeit bei der Herstellung und Verteilung von Aufklärungsschriften. Die technischen Voraussetzungen waren besonders von den Jenaern bereits geschaffen worden: In Jena konnte ein Vervielfältigungsgerät beschafft werden, das an verschiedenen Orten stationiert wurde. Es wurden hunderte Flugblätter und Streuzettel hergestellt, die im Bereich der Firmen Zeiss, Schott, aber auch unter Soldaten und bei der Landbevölkerung verteilt wurden. Während zuerst A4-Formate verwendet wurden, stieg man später aus praktischen Gründen auf wesentlich kleinere mit dünnem Papier um. Die Themen lauteten: „Hitlers Krieg ist verloren“ (September 1943, 1500 Exemplare), „Bericht zur Lage“ (Oktober 1943, 700 Exemplare), „Ihr wisst, dass Hitler seinen Krieg verloren hat“ (Frühjahr 1944, 1500 Exemplare), „Camerades!“ (an Zwangsarbeiter und Kriegsgefangene gerichtet, zweiseitig, in Französisch, 700 Exemplare), „Brief an die kriegsgefangenen Rotarmisten, Ostarbeiter und Ostarbeiterinnen“ (Juni 1944, in Russisch, zweiseitig, 560 Exemplare). Das Papier beschafften Jenaer, die Texte schrieb Theodor Neubauer – bis auf den in Russisch verfassten Brief durch den Jenaer Willi Arnold. Die Flugblätter gelangten nach Berlin, Leipzig, Chemnitz, Dortmund, Erfurt, Gotha, Zella-Mehlis und weitere Orte, sogar bis in das KZ Buchenwald. Darüber hinaus wurde Sabotage bei der Rüstungsproduktion organisiert, an der sogar einige Zwangsarbeiter teilnahmen.
Von besonderer Bedeutung war eine Beratung am 11. September 1943 im Münchenrodaer Grund, an der Vertreter beider Widerstandsregionen teilnahmen und ein 8-Punkte-Programm beschlossen, mit dem die Schwerpunkte für die Überwindung der deutsch-faschistischen Herrschaft formuliert wurden.
Im November 1943 wurde vereinbart, die Verbindung zu Intellektuellen (Ärzten, Lehrern, Pfarrern) und zur Landbevölkerung auszubauen. Die bekanntesten Namen sind die des Pfarrers Carl Vogl in Isserstedt und die Dichterin Ricarda Huch in Jena. Es bildeten sich Hauskreise und offiziell als Schachpartien ausgegebene Diskussionsrunden in Privatwohnungen und kleineren Gaststätten. Ein Arzt schrieb Widerstandskämpfer arbeitsunfähig oder gab Medikamente an Zwangsarbeiter. In einer vielfältigen, kleinteiligen Struktur hatte sich ein Widerstandsnetz gebildet, das punktuell das Kriegsende beschleunigen sollte und Kräfte für einen Neuanfang nach dem Ende des NS-Staates vorbereiten half.

## Mitglieder der Gruppe
Willi Arnold,
Paul Krahn,
Paul Brendel,
Paul Jährling,
Carl Vogl,
Auguste Wehner,
Rudolf Wehner,
Annegret Wölk,
Walter Konopatzki,
Albert Bauer,
Hans Luft,
Rolf Reitmeier,
Rudolf Koch,
Hermann Müller,
Walter Schmidt,
Gustav Probsthain,
Otto Lang,
Gerhard Sauthoff,
Charlotte Wieczorek,
Annemarie Rambusch,
Karl Rambusch,
Fritz Wolf,
Lydia Poser,
Franz Böhm,
Erich Preiser,
Erich Gutenberg,
Heinrich Gerland,
Waldemar Macholz,
Friedrich Zucker,
Hermann Schultze-von Lasaulx,
Franz Jerusalem,
Gerhard von Rad,
Theodor Lockemann,
Ernst Pape,
Gustav Kirchner,
Otto Schulze,
Arsak Megrian,
Rudolf Hartmann,
Martha Rosenkranz,
Hermann Schwarz,
Wilhelm Richter,
Eberhard Lenz,
Paul Kittel,
Edmund Labonté,
Walter Feuerstein,
Fritz Grebe,
Elisabeth Neubauer, Richard Eyermann, Magnus Poser, Theodor Neubauer.

## Das Ende
Der organisierte Widerstand der Gruppe wurde mit der Liquidierung der beiden führenden Köpfe des Widerstandskreises schwer getroffen:
Am 14. Juli 1944 wurde Magnus Poser auf seiner Arbeitsstelle, der Firma, verhaftet und ins Gestapogefängnis Weimar verbracht. Nach einer Woche versuchte er in der Nacht zu fliehen, wurde aber mit Gewehrschüssen niedergestreckt und starb wenige Stunden später auf der Krankenstation des KZ Buchenwald.
Am gleichen Tag wurde Theodor Neubauer in Tabarz verhaftet und in das Gestapogefängnis Weimar gebracht. Am 8. Januar 1945 verurteilte ihn der Volksgerichtshof zum Tode. Am 5. Februar 1945 wurde er in Brandenburg-Görden mit dem Fallbeil hingerichtet.